# CNS Neuroscience & Therapeutics
CNS Neuroscience & Therapeutics, abgekürzt CNS Neurosci. Ther., ist eine wissenschaftliche Fachzeitschrift, die vom Wiley-Blackwell-Verlag veröffentlicht wird. Die Zeitschrift wurde 1995 unter dem Namen CNS Drug Reviews gegründet und wechselte 2008 zum derzeitigen Namen, sie erscheint mit zwölf Ausgaben im Jahr. Es werden Arbeiten aus dem Bereich der Neurowissenschaft veröffentlicht, wobei der Fokus auf degenerativen Erkrankungen und Schlaganfall liegt.
Der Impact Factor lag im Jahr 2014 bei 3,931. Nach der Statistik des ISI Web of Knowledge wird das Journal mit diesem Impact Factor in der Kategorie Neurowissenschaften an 67. Stelle von 252 Zeitschriften und in der Kategorie Pharmakologie und Pharmazie an 43. Stelle von 254 Zeitschriften geführt.